# Smetanovo trio
Smetanovo trio je komorní trio hrající v klasické sestavě klavír, housle a violoncello.

## Historie
Smetanovo trio, založené legendárním českým klavíristou Josefem Páleníčkem, patří k nejprestižnějším českým souborům současnosti. Trio navazuje na ideál, který vytvořili jeho předchůdci, ale i další významné sólistické osobnosti interpretačního umění 20. století, které se setkávaly na poli komorní hudby (Oistrach, Rostropovič, Richter; Stern, Rose, Istomin). I dnešní členové Smetanova tria – všichni tři významní čeští sólisté – dokazují, že základním předpokladem úspěchu každého kvalitního tria je dokonalá sólistická vybavenost hráčů. Na žádost pořadatelů čas od času kombinují svá triová vystoupení se sólovými skladbami, tak jak to odpovídá původní slavné tradici této komorní formace.
Cesta Smetanova tria je lemována mimořádnými domácími i mezinárodními úspěchy. Trio je nositelem Ceny komorního spolku při České filharmonii a Ceny Nadace Bohuslava Martinů. Za nahrávky CD získalo Smetanovo trio řadu prestižních mezinárodních cen (mj. BBC Music Magazine Awards, Diapason d'Or, cenu měsíce BBC Chamber recording of the month, MusicWeb International).
Od roku 2024 se stalo Smetanovo trio rezidenčním souborem jednoho z nejslavnějších sálů světa – londýnské Wigmore Hall.
Je pravidelným hostem významných pódií doma (Pražské jaro, Janáčkův máj, Mezinárodní festival Český Krumlov, Moravský podzim, Lípa Musica, Concentus moraviae, Malostranské komorní slavnosti -  Praha atd.),
a v zahraničí (Francie, Německo, Švýcarsko, Velká Británie, Itálie, Španělsko, Slovinsko, Chorvatsko, Lucembursko, Japonsko, Brazílie, Argentina, USA, Egypt atd.).
Spolupracovalo s předními dirigenty — Jiří Bělohlávek, Libor Pešek, John Axelrod, Michael Boder, Tomáš Hanus nebo Stanislav Vavřínek — a s domácími i zahraničními orchestry, z nichž jmenujme například Bamberger Symphoniker, Orchestra della Svizzera italiana Lugano, Orchestre National des Pays de la Loire, Orquestra Sinfonica Brasileira, Symfonický orchestr hl. města Prahy FOK, Pražská komorní filharmonie, Komorní filharmonie Pardubice, nebo Moravská filharmonie Olomouc.

## Současné složení Smetanova tria
- Jitka Čechová – klavír
- Markéta Janoušková – housle
- Jan Páleníček – violoncello

## Ocenění
- BBC MUSIC MAGAZINE AWARDS 2007, 2017 v oblasti komorní hudby
- DIAPASON D´OR září 2006, květen 2016
- BBC MUSIC MAGAZINE – 4x CD MĚSÍCE (srpen 2005, září 2006, prosinec 2008, květen 2016, duben 2019)
- Sunday Times „CD týdne“ – duben 2016
- MusicWeb International – CD měsíce června 2014
- Chamber Choice časopisu BBC Magazine -CD měsíce prosince 2020

K nejreprezentativnějším nahrávkám novodobého Smetanova tria patří tyto CD:
- Antonín Dvořák: Klavírní trio f moll, op. 65, Peter Breiner: Sonáta ostinata (CD Lotos 2002)
- Antonín Dvořák: Klavírní trio f moll, op. 65, Klavírní trio Dumky, op. 90, Bedřich Smetana: Klavírní trio g moll, op. 15 (CD 2004)
- Bedřich Smetana: Klavírní trio g moll, op. 15, Vítězslav Novák: Klavírní trio c moll, op. 2, Josef Suk: Elegie pro housle, violoncello a klavír op. 23, Klavírní trio d moll, Quasi una ballata, op. 27 (CD Supraphon 2005)
- Antonín Dvořák: Klavírní trio Dumky, op. 90, Klavírní trio č. 3 f moll, op. 6 (CD Supraphon 2006)
- Antonín Dvořák: Klavírní trio B dur, op. 21, Zdeněk Fibich: Klavírní trio f moll, Bohuslav Martinů: Klavírní trio č. 2 d moll (CD Supraphon 2007)
- Antonín Dvořák: Klavírní trio a moll, op. 50, Petr Iljič Čajkovskij: Klavírní trio g moll, op. 26 (CD Supraphon 2008)
- Felix Mendelssohn-Bartholdy: Klavírní trio č. 1 d moll, op. 49, Franz Schubert: Klavírní trio Es dur, op. 100 (CD Supraphon 2010).[1][2]
- Johannes Brahms – Kompletní klavírní tria (2CD – Supraphon 2012)
- Šostakovič, Ravel – Klavírní tria (komplet) (CD Supraphon 2014)
- Bohuslav Martinů – klavírní tria (komplet) (CD Supraphon 2016)
- Alexander Zemlinsky - Klavirní trio d moll, op.5, Sergej Rachmaninov - Elegické trio d moll, č.1., Anton Arenskij - Trio d moll, op. 52
- Ludwig v. Beethoven - klavírní tria (CD Supraphon)